# Ciao, les mecs
Pour plus de détails, voir Fiche technique et Distribution.
Ciao, les mecs est un film français réalisé par Sergio Gobbi, sorti en 1979.

## Fiche technique
- Titre français : Ciao, les mecs
- Réalisation : Sergio Gobbi
- Scénario : Sergio Gobbi et Enrico Oldoini
- Production : Edery Amram, Benjamin Gallula et Sergio Gobbi
- Pays d'origine : France
- Format : Couleurs - Mono
- Genre : comédie
- Date de sortie : 27 juin 1979

## Distribution
- Gérard Hérold : Roberto
- Anne Lonnberg : Nicole
- Charles Aznavour : L'amnésique
- Jean Piat : L'avocat
- Michel Galabru : Le paysan écologiste
- Dany Saval : Annie
- Roland Dubillard : Le médecin
- Martine Sarcey : Mathilde, la mère de Nicole
- Hubert Wayaffe : Giovanni
- Daniel Russo : Mario
- Carlo Nell : Nino
- Joëlle Guillaud : Josiane
- François Patrice
- Christophe Lambert : Un loubard à la soirée dansante
- Patrick Lancelot
- Catherine Morin